# Las leyes de la frontera
Las leyes de la frontera es una novela del escritor español Javier Cercas. Fue publicado en septiembre de 2012 en la colección «Literatura Mondadori» de la Editorial Mondadori. En noviembre la obra fue también publicada en catalán.
La novela se centra en las figuras de Gafitas, Tere y el Zarco, tres delincuentes adolescentes que durante el verano de 1978, en plena época de Transición Española, se dedicaron a realizar robos en una Gerona marginal, muy diferente de la actual. Veinte años después, el Zarco, antiguo líder de la banda, se ha convertido en el delincuente más famoso y mediático de España. Gafitas, en cambio, es ahora el abogado más prestigioso de la ciudad. Motivado en parte por la reaparición de Tere, que actúa como un eje sostenedor de la relación entre los otros dos, Gafitas decide intentar sacar al Zarco de la cárcel.
El personaje del Zarco está inicialmente inspirado en Juan José Moreno Cuenca, alias El Vaquilla, un reconocido delincuente español que se hizo famoso durante los años 1980. Esta novela también puede leerse como una versión más local sobre la época posterior al franquismo, en contraste a la versión mucho más política abordada por el mismo autor en su libro anterior, Anatomía de un instante.
La obra está dedicada a su hijo Raül Cercas, a su esposa Mercè Mas y a sus amigos de infancia en general.

## Creación de la novela
Cercas quería escribir una historia basada en la Gerona de los años 1970, que conoció en su niñez y adolescencia, cuando llegó con su familia de clase media desde Extremadura por razones económicas. Un día un amigo lo llevó a conocer los albergues provisionales creados en los años 1960, en el otro lado del río Ter, quedando impresionado por la existencia de tanta miseria ubicada a solo cien metros de donde vivía. En dichos albergues vivieron los tipos de delincuentes juveniles que Cercas pretendía abordar en una novela.
Uno de los primeros estímulos del autor para la creación de la obra fue el ensayo Vint-i-cinc anys i un dia del escritor catalán Carles Monguilod, aparecido poco después de la publicación de su libro anterior, Anatomía de un instante. En dicho ensayo, Monguilod, a quien Cercas conocía, cuenta sus vivencias como abogado de Juan José Moreno Cuenca, El Vaquilla, uno de los más famosos delincuentes catalanes, quien también había vivido en los albergues provisionales. Por entonces Cercas también visitó la exposición Quinquis dels 80. Cinema, prensa i carrer, presentada en el Centro de Cultura Contemporánea de Barcelona, la que hablaba de antiguos delincuentes de la época y presentaba numerosos lugares conocidos por el autor. Tras notar que todos aquellos delincuentes ya estaba muertos —muchos de ellos por el boom de la heroína o por el sida, consecuencia inmediata del primero— se planteó la pregunta «¿Cómo es que yo no soy uno de ellos?» sobre la cual se basa la novela, sin pretender nunca responderla.
Para documentarse Cercas entró a las cárceles de Gerona, Figueras y Quatre Camins. Recibió la asesoría del policía Francisco Pamplona, a quien conoció casualmente por ser un lector de sus obras, También recibió apoyo directo de la agente literaria Carmen Balcells y del cineasta y escritor David Trueba, director de la película Soldados de Salamina, basada en la novela homónima de Javier Cercas. Balcells y Trueba leyeron un borrador de la obra e hicieron sugerencias al autor sobre ella. Cercas también obtuvo material de los libros Hasta la libertad, del propio Juan José Moreno Cuenca; Historia de Julián, de Juan F. Gamella; Els castellans, de Jordi Puntí; y Memòries del barri xino, un texto inédito de Gerard Bagué. Al igual que en obras anteriores, también se apoyó en el trabajo del catedrático de literatura española Jordi Gracia García.
Pese a que muchos de los delincuentes de aquella época eran gitanos, Cercas no quiso que los protagonistas de la novela lo fueran. A diferencia de otras de sus obras, aquí los personajes son todos ficticios, estando el personaje del Zarco inicialmente inspirado en El Vaquilla, pero también en varios delincuentes que vio a menudo durante su adolescencia. La intención del autor era desmitificar la visión romántica de los delincuentes juveniles de la Transición Española.
El autor ya había escrito anteriormente sobre la Gerona de su adolescencia y juventud, publicando un artículo titulado «La Devesa recobrada» para el periódico El País, el 14 de agosto de 2000, donde describía los notables cambios que había experimentado la ciudad los últimos veinte años, mencionando el barrio de la Fuente de la Pólvora, conformado por los antiguos habitantes de los albergues provisionales. Este artículo incluso forma parte de su libro misceláneo La verdad de Agamenón, publicado en 2006.
Esta es la primera obra del autor que trata sobre adolescentes. Analizando su obra en retrospectiva, el propio autor dijo en una entrevista que «básicamente, es una larga y compleja historia de amor a tres bandas, llena de ambigüedad y de sombras»; creada quizás como una manera de ponerse en el lugar de su propio hijo, que por entonces era un adolescente. Así, mientras la primera parte puede leerse como una novela de aprendizaje, en la segunda parte «descubrimos cómo esto de la madurez es una trampa, un espejismo, y en el fondo siempre llevamos dentro un inmaduro total, un adolescente».

## Estructura
La novela está dividida en dos partes, subdivididas en capítulos enumerados. La primera parte se titula «Más allá» y cuenta con nueve capítulos, mientras que la segunda parte se titula «Más acá» y cuenta con doce capítulos. El libro acaba con un epílogo titulado «La verdadera historia del Liang Shan Po», e incluye una nota final de agradecimientos, donde menciona a distintas personas y libros que le ayudaron durante el desarrollo de la novela.
Cada capítulo, incluyendo el epílogo, está escrito como si se tratase de entrevistas realizadas por un escritor, después del año 2006, a tres personajes, que dentro de la ficción participan de diferentes maneras en los hechos que componen la obra. Como el escritor interviene muy poco en los diálogos, cada capítulo es casi un monólogo. Los entrevistados de la primera parte del libro son el personaje de Ignacio Cañas, alias Gafitas, y el inspector Cuenca, quienes rememoran parte de sus vivencias ocurridas durante el verano de 1978 en Gerona. Los entrevistados de la segunda parte son el mismo Cañas y Requena, antiguo director de la cárcel de Gerona, quienes esta vez hablan acerca de lo ocurrido los últimos años. Gafitas es uno de los protagonistas de la historia, y el narrador principal de toda la obra. Las entrevistas se intercalan sucesivamente, comenzando en ambas partes con declaraciones de Cañas. La primera parte también acaba con una entrevista a Cañas, mientras que la segunda con una de Requena. El epílogo, por su parte, corresponde a la entrevista final que el escritor le hace a Gafitas.

## Argumento

### Primera parte: Más allá
Un escritor planea escribir sobre el Zarco, el delincuente español más famoso de la generación de los años 1970. Para ello entrevista a Ignacio Cañas, quien lo conoció durante el verano de 1978, cuando ambos vivían en una Gerona de posguerra socialmente dividida. Por entonces Cañas era un charnego adolescente de clase media, acosado por su antiguo grupo de amigos, liderados por el adinerado Narciso Batista. El Zarco, por su parte, era un joven maleante de origen barcelonés que vivía en los precarios albergues provisionales del otro lado de La Devesa, un descampado en los límites de la ciudad. Cañas cuenta cómo se conocieron en los recreativos Vilaró. El Zarco, que lo apodó «Gafitas» por sus anteojos, iba acompañado de Tere, una hermosa muchacha que lo estimuló para comenzar a ir con ellos a La Font, un bar del peligroso barrio chino ubicado en el casco antiguo de la ciudad.

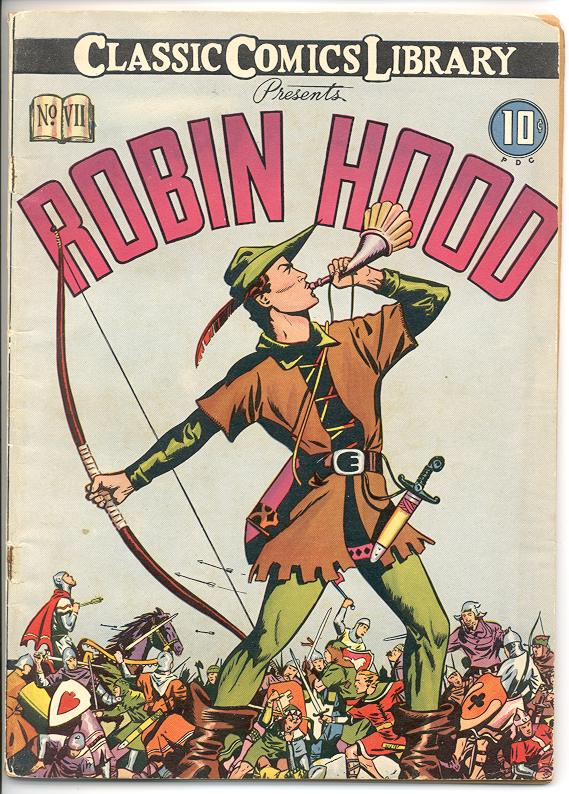
Cañas idealizó a la banda, pensando en ella como «los del Liang Shan Po», en honor a la banda de forajidos ficticia similar a la de Robin Hood que protagonizaba la serie animada La frontera azul. El Liang Shan Po era el río que separaba a los forajidos de la ciudad tiranizada por el emperador, simbolizando la frontera del bien y el mal, y para Cañas además La Devesa en Gerona

En La Font Cañas comenzó a beber alcohol y fumar drogas blandas por primera vez, lo que le acarreó sus primeros problemas familiares con su padre. Pronto se integró a la banda del Zarco. Su primera participación en ella fue el asalto a una casa de Lloret a la que llegaron en un vehículo robado. Las cosas hurtadas las vendían rápidamente a un hombre apodado el General, y el dinero obtenido se lo gastaban rápidamente en alcohol, comida, drogas, y los hombres además en prostitutas. También solían ir a discotecas, donde tanto la Tere como el Zarco se metían con quienes querían, sin saber nunca Cañas si eran o no pareja.
De acuerdo con el inspector Cuenca, un joven policía oriundo de Cáceres que tras instruirse en la caótica Madrid había decidido instalarse en la tranquila Gerona, la banda del Zarco comenzó a consolidarse más o menos cuando Gafitas se unió a ella. Hasta entonces la delincuencia en la ciudad se concentraba en el barrio chino y estaba controlada. Sin embargo, nadie podía predecir que el Zarco se convertiría en un famoso delincuente y drogadicto español, ni que otros jóvenes seguirían su ejemplo más adelante, comenzando a delinquir independientemente por drogas, al margen de los adultos.
Con la llegada del verano y los turistas, los robos de la banda del Zarco —conformada por Tere, Gafitas, el Gordo, el Guille, el Tío, el Colilla, el Chino y el Drácula— se hicieron más frecuentes. Cañas, que no volvió a ver a Batista ese verano, ni jamás comentó a sus compañeros del acoso de este, tuvo relaciones con Tere en una ocasión, una noche en que el Zarco se fue con otra.
El caso de los robos le fue asignado al inspector Cuenca, quien ante la inexistencia de bandas juveniles tardó en descubrir que se trataba de ellos. La pista la obtuvo indagando en un prostíbulo, donde se enteró de que los adolescentes se habían gastado una fortuna un fin de semana, justo después del robo de la casa de Lloret. Cuenca consiguió frustrar un robo planeado por el Guille, el Tío, el Chino y el Drácula. Tras una persecución policial, el vehículo en el que iban los jóvenes sufrió un accidente, muriendo el Guille al instante, quedando el Tío tetrapléjico y siendo los otros dos detenidos. El resto de la banda se desentendió de ellos, guardando silencio varios días, hasta que el Zarco decidió conseguirse armas con el General y aventurarse a robos mayores, uno de los cuales acabó en un tiroteo con la policía de la que escaparon por poco.
Ya acabando el verano, el Zarco le dijo a Gafitas que este no era como ellos, que tenía mucho que perder —su familia, su educación— y por eso, acabado el verano, debería dejarlos. Cañas no le hizo caso, pero la banda se acabó de todos modos abruptamente, luego que, en ausencia de Tere y por culpa de algún soplón, Cuenca y sus hombres les tendieron una trampa, en la que el Gordo quedó inconsciente y el Zarco fue detenido. Cañas, por su parte, con una herida de bala en el brazo, huyó hasta su casa, donde tuvo que contarle lo ocurrido a su padre; este, luego de un primer impulso de llevarlo a la policía, decidió huir con su hijo a la casa de campo de un amigo, hasta adonde llegó Cuenca, quien luego de hablar con el padre y ver a Gafitas tan vulnerable, decidió dejarlo en paz, sabiendo no obstante que era culpable. Cuenca decidió mantener el secreto, y solo volvió a ver a Cañas años más tarde, cuando este ya había conseguido continuar con su vida, llegando a entablar una buena relación, sin hablar nunca acerca del pasado.
Tras confesarle Cañas todo su verano a su padre, su relación familiar volvió a la normalidad. Lloró desconsoladamente y supo que había madurado y dejado atrás su niñez. Dejó de ir al barrio chino, pero fue por primera y única vez a ver a Tere a los paupérrimos albergues provisionales cercanos a su casa. Por ella se enteró de que el Zarco y los demás detenidos de la banda estaban bien, en prisión, y que no los habían delatado. Cañas volvió a clases, en el colegio enfrentó a Batista con tranquilidad, este no volvió a molestarlo e incluso recuperó a sus antiguas amistades. Más tarde cambió de grupo de amigos y comenzó su primera relación de pareja estable. Durante los días de semana estudiaba mucho, y los fines de semana salía de fiesta. La última vez que vio por esos años a Tere fue un día en que buscaba droga por la ciudad. Encontrándola igual de hermosa que la primera vez, ésta le contó que el Zarco y los demás continuaban en prisión, y que la policía había iniciado varias redadas en el barrio chino, apresando al General y a varios otros delincuentes. Los albergues dejaron de existir, y a sus habitantes los trasladaron al nuevo barrio cercano de la Fuente de la Pólvora. Se citaron para el día siguiente, pero Cañas no llegó.

### Segunda parte: Más acá

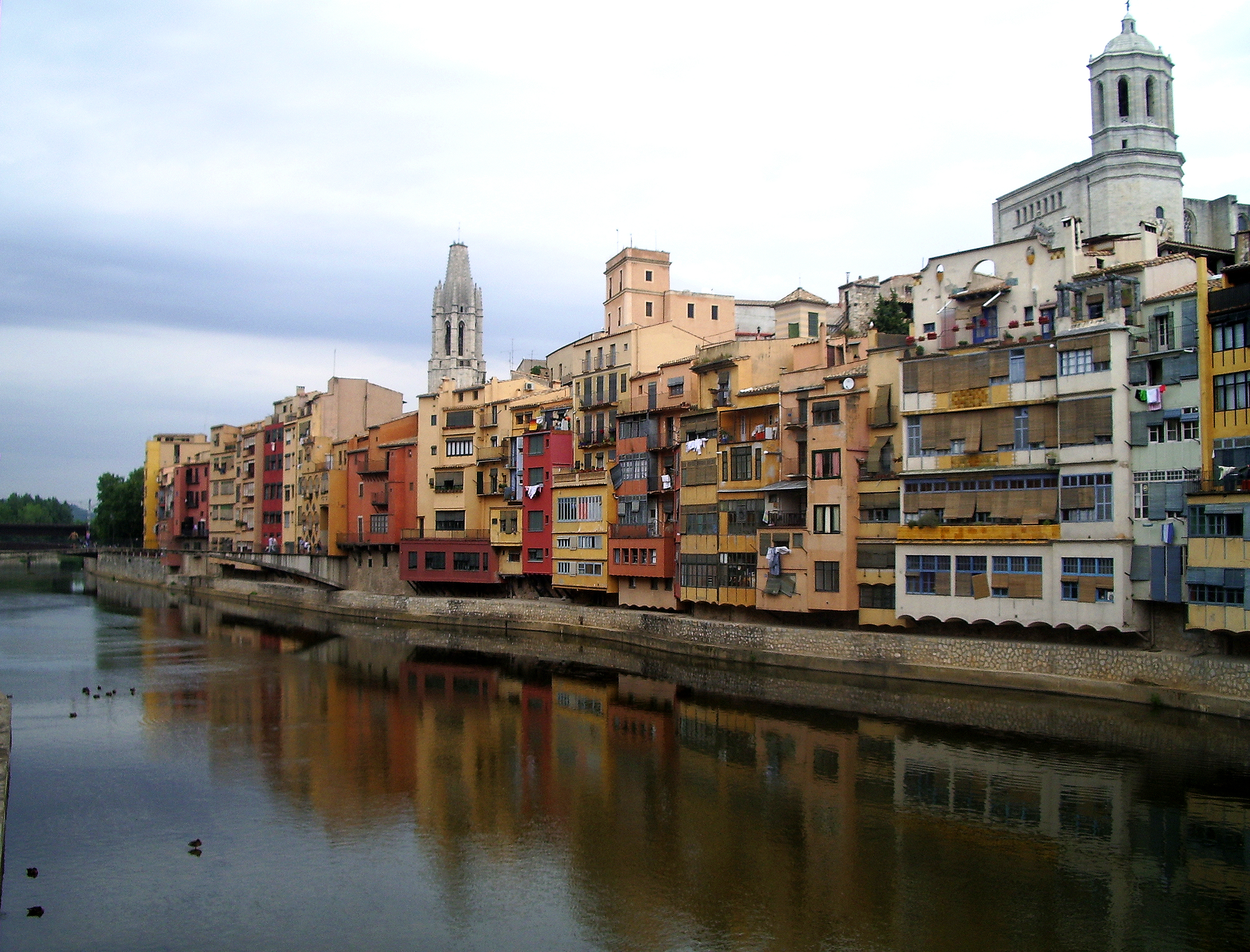
En la segunda parte del libro, la Gerona insalubre de los años 1970 se ha convertido en veinte años en una ciudad «de postal»

En esta segunda parte, el escritor ya intuye que escribirá no solo acerca del Zarco, sino de la relación de este con Gafitas y Tere. Las entrevistas dan un salto hacia los hechos ocurridos desde 1999, veinte años después, cuando un Zarco mediático y adicto a la heroína, antiguamente famoso pero actualmente en declive, es trasladado a la cárcel de Gerona. Cañas, que en la Universidad había dejado las drogas, tenía una hija y estaba divorciado, ahora era un prestigioso abogado, que todos esos años había continuado pendiente de las andanzas del antiguo líder de su banda. Gafitas entonces decide tomar su caso, por conveniencia mutua y como una manera de saldarle favores del pasado. Gerona por entonces ya se había convertido en una ciudad turística y segura; el casco antiguo se había convertido en un barrio de lujo, y La Devesa había sido asimilada por la ciudad.
El Zarco había tenido numerosas admiradoras y gozaba de beneficios carcelarios. Por su actitud confrontacional, todos los carceleros lo odiaban. Había organizado fugas y motines en numerosas cárceles, y su historial delictivo era enorme. Antes que Cañas fuese a hablar con el Zarco, reapareció Tere junto a María Vela, la aparentemente tímida e ingenua compañera del Zarco. A Tere no la veía hace años, y aunque se veía más cansada y gastada, aún le parecía hermosa, había dejado las drogas y sus problemas delictivos y ahora estaba trabajando y estudiando. A través de ellas y de sus primeras entrevistas con el Zarco, quien se alegraba de verlo pero había adquirido una actitud orgullosa, engreída y soberbia, se dio cuenta de que este presentaba una fuerte contradicción personal: por un lado quería olvidar su pasado, pidiendo simbólicamente que ahora lo llamasen por su nombre real, Antonio Gamallo; pero por el otro, se sabía importante y seguía aferrado a su fama. Cañas también se enteró de que salvo por ellos, el Zarco estaba prácticamente solo, pues todos los antiguos miembros de su banda —salvo el Tío, tetrapléjico, y la pareja de uno de ellos— habían muerto por causas violentas.
Esos meses fueron felices para Cañas. Empeñado en sacar al Zarco de la cárcel, dedicado por entero a su causa, su estrategia consistió en devolverle su antiguo poder mediático, haciéndolo parecer una víctima arrepentida de su pasado, de lo que con el tiempo él mismo se fue convenciendo. Para ello recurrió a María, quien desenvolviéndose con naturalidad ante los medios, asumiendo un rol de «samaritana enamorada», se fue convirtiendo también en una estrella mediática. Entre tanto Cañas comenzó a acostarse con Tere en secreto en la casa del primero —ubicada en la misma manzana donde había estado La Font— confesándole ésta que nunca había estado con el Zarco, y que él le había gustado siempre. Esto último también se lo confirmó el Zarco en sus reuniones, donde Cañas lo convenció de que aunque no quisiera, para continuar con el plan tendría que casarse con María.
Rápidamente el plan surtió efecto, y el Zarco comenzó a salir los fines de semana, pese a las reticencias del director de la cárcel, Eduardo Requena, quien no creía en su rehabilitación y había advertido en vano a Cañas del peligro que representaba tenerlo en libertad. Pero pese al entusiasmo de Cañas, Tere y María, el Zarco no estaba contento, pues sentía celos de la nueva fama de esa mujer que no quería, y sobre todo tenía miedo de salir de la cárcel. Por ello se volvió nuevamente un prisionero difícil e intratable. Se distanció de María, y una noche en que no regresó a la cárcel, Cañas y Tere lo encontraron sumido en la heroína en un antro deprimente. Allí Cañas comprendió que tanto el Zarco como él habían estado usando al otro por motivaciones personales. Finalmente consiguieron regresarlo a la cárcel al amanecer, y Requena hizo la vista gorda.
A partir de esa noche la actitud del Zarco mejoró, así como su salud, su disciplina y estado de ánimo. Sin embargo, Tere se distanció de Cañas, no volviéndose a ver hasta el matrimonio del Zarco y María. No obstante, una noche Cañas le confesó al Zarco los abusos de Batista —actualmente un exitoso empresario— en su niñez, y unos días después murió apuñalado, negando el Zarco haber tenido que ver con ello. Luego de ello comenzó a decaer nuevamente, y apenas obtuvo la libertad condicional huyó a Barcelona, separándose de María, quien continuó gozando de su fama mediática. A los pocos meses volvió a delinquir y perdió su libertad, esta vez de manera permanente, ensuciándose además su imagen de hombre redimido. María estalló en los medios, mintiendo pero también delatando a Cañas como antiguo miembro de su banda y asegurando una relación entre Tere y el Zarco. Todo esto sumió a Cañas en una depresión. Decidió olvidarlos, pero tres años después reapareció Tere en su despacho, pidiéndole nuevamente ayuda con el Zarco, y asegurándole de que en realidad eran medios hermanos, y que este no tenía a nadie salvo a ellos dos. Cañas acabó aceptando defenderlo de nuevo, y consiguió que Requena lo aceptara nuevamente en la cárcel de Gerona, pues esta vez el Zarco ya estaba enfermo, débil y dócil, consumido por el sida y olvidado por los medios.
Como casi no había más trabajo con el Zarco, él y Cañas comenzaron a frecuentarse por primera vez de una forma parecida a una amistad. María comenzó a perder poder mediático y no le guardaron rencor alguno. Tere dejó los estudios y siguió pendiente del Zarco, viendo a Cañas solo ocasionalmente. Poco antes de la muerte del Zarco, ella y Cañas lo pasaron juntos, pero tras el funeral y el entierro —que revivió su imagen en la prensa— Tere se esfumó nuevamente, debiendo Cañas sostenerse en sus colegas, su hija y un psicoanalista para no recaer en depresión. No obstante, posiblemente jamás se curó del todo, y ni él ni el Zarco tuvieron en verdad oportunidad de cambiar sus vidas.

### Epílogo: La verdadera historia del Liang Shan Po
En la última entrevista a Cañas, este cuenta cómo conoció a las editoras del escritor, a quienes les contó su participación en la banda del Zarco y éstas, encantadas, le pidieron que escribiera un libro con esta historia. Intentó pero no pudo, por lo que propusieron a su entrevistador para que la contara.
Además le cuenta el final de su historia, con hechos ocurridos hace solo un par de semanas. Luego de mucho sin verse, Tere lo contactó y este fue a verla a su nueva casa, un antro deprimente en el barrio de la Fuente de la Pólvora, lo que simbólicamente representa lo último que queda del Liang Shan Po. Enferma y débil, ésta le confiesa que no pudo cambiar su vida pese a haberlo intentado. Le afirma ser ella quien los delató en el verano de 1978, luego de que la policía la obligase, y que lo hizo a cambio de que dejaran huir a Gafitas. Pese a los intentos de Cañas, no pudo llevarla consigo y debió dejarla allí definitivamente.
Luego Cañas se reunió con Cuenca, quien desmintió que haya sido Tere la delatora, y no supo decirle por qué no lo apresó en aquella ocasión. Finalmente Cañas queda con la incertidumbre de si Cuenca o Tere decían la verdad, de si incluso Tere era en realidad o no media hermana del Zarco, pero entendiendo también que todo aquello ocurrió hace tanto que ya a nadie más le importa.

## Recepción y crítica
El autor presentó esta novela el 4 de octubre de 2012 en el Fnac Callao de Madrid, junto a la periodista Pepa Bueno, y luego el 30 de octubre en el Fnac San Agustín de Valencia.
La obra obtuvo buenas críticas de prensa y obtuvo el Premio Mandarache en 2014.